# رومر زين غري
رومر زين غري (بالإنجليزية: Romer Zane Grey)‏ (1 أكتوبر 1909 - 8 مارس 1976)؛ منتج أفلام وروائي أمريكي.

## روابط خارجية
- رومر زين غري على موقع IMDb (الإنجليزية)
- رومر زين غري على موقع قاعدة بيانات الفيلم (الإنجليزية)